# Caterina di Sassonia (1468-1524)
Caterina di Sassonia (Grimma, 24 luglio 1468 – Calenberg, 10 febbraio 1524) è stata la seconda moglie di Sigismondo, arciduca d'Austria e reggente del Tirolo.

## Biografia
Caterina era la primogenita di Alberto III di Sassonia, e di sua moglie, Sidonia di Boemia. I suoi nonni paterni erano Federico II, elettore di Sassonia, e di Margherita d'Austria, figlia di Ernesto, duca d'Austria. I suoi nonni materni erano Giorgio di Poděbrady, e della sua prima moglie, Cunegonda di Šternberka.

## Matrimonio
Nel 1484, a Innsbruck, divenne la seconda moglie dell'arciduca Sigismondo, che aveva 56 anni ed era ormai considerato in stato senile. L'arciduca era stato precedentemente sposato per molti anni con Eleonora di Scozia, dalla quale non ebbe figli. Anche Caterina e Sigismondo non ebbero figli.
Caterina giocò una piccola parte nella politica del Tirolo. Una ex amante di Sigismondo affermò falsamente, nel 1487, che Caterina stava cercando di avvelenare il marito. Lo stile di vita e le mosse politiche dell'arciduca nel frattempo non erano ormai più sostenibili e questa situazione fece intervenire l'imperatore Federico III d'Asburgo che prese il controllo sugli stati di Sigismondo attraverso suo figlio ed erede Massimiliano I d'Asburgo. Pochi anni dopo, nel 1496, Sigismondo morì.
Caterina sposò subito dopo la morte del marito Eric I di Brunswick-Lüneburg. La coppia ebbe una figlia:
- Anna Maria, morì giovane

## Morte
Caterina morì nel 1524 e fu sepolta a Minden. Suo marito si risposò ed ebbe altri figli.

## Ascendenza
|                         |                          |                                 | Genitori                     |  |  | Nonni |  |  | Bisnonni               |  |  | Trisnonni              |  |
|                         |                          |                                 |                              |  |  |       |  |  | Federico I di Sassonia |  |  | Federico III di Meißen |  |
|                         |                          |                                 |                              |  |  |       |  |  | Federico I di Sassonia |  |  | Federico III di Meißen |  |
|                         |                          | Caterina di Henneberg           |                              |  |  |       |  |  | Federico I di Sassonia |  |  |                        |  |
| Federico II di Sassonia |                          |                                 |                              |  |  |       |  |  | Federico I di Sassonia |  |  |                        |  |
|                         |                          | Caterina di Brunswick-Lüneburg  | Enrico di Brunswick-Lüneburg |  |  |       |  |  |                        |  |  |                        |  |
|                         |                          | Caterina di Brunswick-Lüneburg  | Enrico di Brunswick-Lüneburg |  |  |       |  |  |                        |  |  |                        |  |
|                         |                          | Caterina di Brunswick-Lüneburg  | Sofia di Pomerania           |  |  |       |  |  |                        |  |  |                        |  |
| Alberto III di Sassonia |                          | Caterina di Brunswick-Lüneburg  |                              |  |  |       |  |  |                        |  |  |                        |  |
|                         |                          | Ernesto I d'Asburgo             | Leopoldo III d'Asburgo       |  |  |       |  |  |                        |  |  |                        |  |
|                         |                          | Ernesto I d'Asburgo             | Leopoldo III d'Asburgo       |  |  |       |  |  |                        |  |  |                        |  |
|                         |                          | Ernesto I d'Asburgo             | Verde Visconti               |  |  |       |  |  |                        |  |  |                        |  |
| Margherita d'Austria    |                          | Ernesto I d'Asburgo             |                              |  |  |       |  |  |                        |  |  |                        |  |
|                         |                          | Cimburga di Masovia             | Siemowit IV di Masovia       |  |  |       |  |  |                        |  |  |                        |  |
|                         |                          | Cimburga di Masovia             | Siemowit IV di Masovia       |  |  |       |  |  |                        |  |  |                        |  |
|                         |                          | Cimburga di Masovia             | Alessandra di Lituania       |  |  |       |  |  |                        |  |  |                        |  |
| Caterina di Sassonia    |                          | Cimburga di Masovia             |                              |  |  |       |  |  |                        |  |  |                        |  |
|                         | Vittorino I di Poděbrady | Boczek V di Poděbrady           |                              |  |  |       |  |  |                        |  |  |                        |  |
|                         | Vittorino I di Poděbrady | Boczek V di Poděbrady           |                              |  |  |       |  |  |                        |  |  |                        |  |
|                         | Vittorino I di Poděbrady | Anna Lipa di Duba               |                              |  |  |       |  |  |                        |  |  |                        |  |
| Giorgio di Boemia       | Vittorino I di Poděbrady |                                 |                              |  |  |       |  |  |                        |  |  |                        |  |
|                         |                          | Anna di Wartenberg              | Giovanni di Wartenberg       |  |  |       |  |  |                        |  |  |                        |  |
|                         |                          | Anna di Wartenberg              | Giovanni di Wartenberg       |  |  |       |  |  |                        |  |  |                        |  |
|                         |                          | Anna di Wartenberg              | Anna di Velhartic            |  |  |       |  |  |                        |  |  |                        |  |
| Sidonia di Boemia       |                          | Anna di Wartenberg              |                              |  |  |       |  |  |                        |  |  |                        |  |
|                         |                          | Smilo di Sternberg              | Udalrico di Sternberg        |  |  |       |  |  |                        |  |  |                        |  |
|                         |                          | Smilo di Sternberg              | Udalrico di Sternberg        |  |  |       |  |  |                        |  |  |                        |  |
|                         |                          | Smilo di Sternberg              | Margherita di Seeberg        |  |  |       |  |  |                        |  |  |                        |  |
| Cunegonda di Sternberg  |                          | Smilo di Sternberg              |                              |  |  |       |  |  |                        |  |  |                        |  |
|                         |                          | Barbara Flaschka von Richenburg | Zdenic Pardubic              |  |  |       |  |  |                        |  |  |                        |  |
|                         |                          | Barbara Flaschka von Richenburg | Zdenic Pardubic              |  |  |       |  |  |                        |  |  |                        |  |
|                         |                          | Barbara Flaschka von Richenburg | Anna Vartemberka             |  |  |       |  |  |                        |  |  |                        |  |
|                         |                          | Barbara Flaschka von Richenburg |                              |  |  |       |  |  |                        |  |  |                        |  |